# Belle Starr

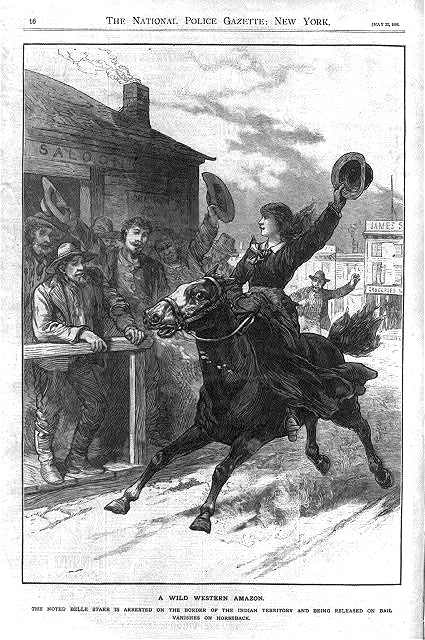
La vida de Belle Starr fue exagerada por los periódicos de la época como la de una infame bandida.

Myra Maybelle Shirley (Carthage,  Misuri, 5 de febrero de 1848 – Eufaula, Oklahoma, 3 de febrero de 1889), más conocida como Belle Starr, fue una forajida del oeste estadounidense del siglo XIX.  De una educación satisfactoria durante su juventud, sus relaciones con malhechores la involucraron en la vida criminal. Su figura fue retomada y exagerada por los periódicos de la época como una heroína al estilo Robin Hood y llamada alguna vez The Bandit Queen (La reina bandida).

## Infancia y juventud
Belle Starr nació cerca de Carthage, Misuri, de la pareja formada por John Shirley y Elizabeth Pennington. Ambos se asentaron en el condado de Jasper, Misuri, en 1839, y llevaron una vida granjeros. Era el tercer matrimonio de John. En ese lugar nacieron John Allison “Bud” (1842), Myra (1848) y tres hijos más en los siguientes años. En 1856 la familia se mudó a la vecina Cartaghe y prosperaron económicamente al administrar establos, tabernas y alojamientos.
Myra creció con una adecuada educación propia de una familia respetable, pues recibió clases de música, lenguas clásicas y aprendió a tocar el piano. Era de buenas maneras y gustaba andar a caballo junto a su hermano Bud, con quien aprendió a manejar armas de fuego. Con el advenimiento de la guerra civil el infortunio llegó a la familia y a toda la comunidad;  Bud formó parte de la guerrilla de William Clarke Quantrill y encontró la muerte en 1864. Es probable que Myra realizara actividades de vigilancia para la causa sureña. La familia, entonces, decidió mudarse al poblado de Scyene, en Texas, donde Belle continuó con su educación como una aventajada estudiante. En su estadía en tal localidad era usual que los Shirley dieran albergue a  pandillas delincuenciales, entre ellas a la de Jesse James.

## Vida posterior
En esta residencia de Scyene se reencontró con Jim Reed, un viejo amigo de la familia y de su juventud con quien llegó a involucrarse sentimentalmente. En 1866 ambos contrajeron matrimonio y establecieron su casa cerca de Scyene. El siguiente año se mudaron a Misuri, donde nació su primera hija, a la que bautizó como Rosi Lee en 1868. Su madre se acostumbró a llamarle «Pearl», y sería conocida así de allí en adelante. En este tiempo Jim trabó amistad con un reconocido delincuente cheroqui llamado Tom Starr, y empezó a inmiscuirse en el robo de ganado y venta ilegal de whisky. La familia, sin embargo, huyó de este estado hacia California en 1869 al ser buscado Jim por la autoridad debido a un asesinato que se le imputaba; en 1871 nació el segundo hijo de la pareja, James “Ed” Edwin.
En nueva huida de las autoridades que estaban en búsqueda de Jim, la  familia se mudó nuevamente a Texas a principios de los años 1870, debido a implicaciones de hacer circular dinero falsificado. Después se dirigieron a la zona del Territorio Indio, ya con un precio para la captura de Reed. Allí, Jim cometió una asalto a la familia Grayson junto a otros dos secuaces, robándoles $30.000 dólares; se sospechó de la presencia de Belle, pero al parecer no tuvo ninguna participación. De regreso en Texas, Reed encontró la muerte en 1874 cuando trató de escapar al ser acorralado por las autoridades después de un atraco. La vida de Belle, inmediatamente después de la muerte de su esposo, fue exagerada al punto de involucrarla en hechos criminales y de llevar una vida aventurera. Sin embargo nunca hubo certeza de esto. Lo único que se sabe de ella en esos años es que convivió con Bruce Younger en Texas. 
En 1880 contrajo matrimonio con Sam Starr, hijo de Tom Starr. Ella era unos 9 años mayor. Convivieron en Younger´s Bend, nombre dado por Starr en honor de las hazañas de la mencionada pandilla. Vivieron en Arkansas, en territorio indio. En su hogar Sam dio albergue a los bandidos de la zona, pero Belle no estaba de acuerdo. En 1882 tuvieron problemas con la ley al poseer caballos de otros propietarios. El juez Isaac Parker, popularmente conocido como the Hanging Judge (el "Juez de la Horca"), les halló culpables y les confinó en el Fuerte Detroit, del cual salieron después de nueve meses.
Por facilitar la huida del bandido John Middleton, Belle enfrentó nuevamente a la justicia en 1886, pues un caballo ofrecido al fugitivo era buscado por su legítimo propietario. Mientras, Sam Starr escapaba de la ley al ser buscado por el robo de correo. En otro hecho confuso en el cual se vio a una mujer en un asalto, se incriminó a Belle por tal hecho, y fue llevada ante las autoridades en el Fuerte Smith, Arkansas, pero se libró por una fianza. En ese lugar posó en una foto a la par de Blue Duck, un bandolero sentenciado a muerte. Esto ocurrió ya que el abogado del bandido creía que favorecería la imagen de su cliente. El hecho daría pie a muchas especulaciones entre Belle y el delincuente. Al final, en los dos juicios por los cuales Belle era acusada fue absuelta.
A su regreso, supo que su esposo había sido herido por la policía india. Ante esto, ella le indujo a entregarse a las autoridades estatales en vez de las tribales. Él asintió y después fue liberado por fianza. Al mismo tiempo, su suegro, Tom Starr, fue sentenciado a un año de prisión por contrabandear whisky. En diciembre de 1886, Sam murió en un tiroteo con un viejo enemigo. Después de la muerte de su segundo esposo, convivió con el bandolero Jack Spaniard, pero al poco tiempo este fue aprehendido por las autoridades, juzgado y ahorcado. 
Por otro lado, según las autoridades indias, con la muerte de Sam Starr quedaba cesante cualquier reclamo sobre las tierras de parte de la viuda, pero tal situación se solucionó con la llegada de Bill July, hijo adoptivo de Tom, de unos 24 años, quien se convirtió en su esposo. Tal relación no fue del agrado de su hijo Ed. En ese tiempo Belle frustró el matrimonio de su hija Pearl con un pretendiente, pero la chica al fin y al cabo se embarazó y abandonó el hogar. A mediados de 1888, su hijo Ed fue arrestado por el robo de un caballo, salió bajo fianza y huyó del hogar.   
En esos años Belle rentó una posesión a Edgard Watson. Pero, a través de conversaciones con la esposa del recién llegado, supo que era buscado por un asesinato en Florida. Para evitar problemas con las autoridades ella le confrontó e instó a abandonar el lugar, a lo cual Edgard accedió con mucho disgusto. 
En febrero de 1889, Belle y Bill July partieron de su hogar. Ella fue de compras a la vecina San Bois, y él al Fuerte Smith para enfrentar un juicio. Después de visitar unas amistades un día de domingo, Myra regresó a su casa, pero en el camino fue asesinada. De su muerte se acusó a Watson, que andaba en los alrededores, pero ninguna prueba fue concluyente; también su esposo fue sospechoso debido a que tiempo antes fue encontrado por Belle junto a una amerindia cheroqui, haciéndole desde entonces la vida imposible. También sus hijos lo fueron debido a duras riñas con Ed y por el frustrado matrimonio de Pearl, pero nunca se imputó a alguien por el crimen. 
En su tumba Pearl hizo inscribir este verso:

No derramen por ella la lágrima amarga,
Ni den el corazón al pesar inútil;
Del féretro que yace aquí,
La gema que contiene, resplandece aún.

El periódico The Fort Smith Elevator, un año antes de su muerte, había publicado estas palabras de Belle : «Me considero una mujer que ha visto mucho de la vida».

## Belle en los medios de comunicación
Debido a la fama alcanzada por los medios de comunicación de la época y posterior a su muerte por las dime novels y  películas, en la vida de Belle Starr ha sido difícil separar lo real de lo ficticio en la elaboración de su biografía. Particularmente, el  National Police Gazette exageró muchas situaciones. Entre ellas se le adjudica haber tenido relaciones con un miembro de la pandilla James-Younger (Cole Younger); haberse casado huyendo de sus padres y que la ceremonia nupcial se llevó a cabo a caballo mientras un bandolero leía el juramento. A Belle se le describe también haber vestido de botas altas, sombrero con pluma, traje de montañés y pistolas, disparar al aire frenéticamente y visitar usualmente saloons.
Después de la muerte de Jim Reed se le achacó haber tenido relaciones sentimentales con el bandido Blue Duck, mucho antes de que ambos se conocieran en realidad. Durante su matrimonio con Sam Starr, se ha dicho que se dedicó por entero a hechos ilegales como cuatrerismo, robo de caballos y vender licor ilegalmente; con su hijo Ed también se le atribuyó haber tenido relaciones incestuosas.
Otra mención que se le hace es haber influenciado a las autoridades para liberar a compinches que fueron arrestados. Según tales historias lo hacía a través de sobornos y por medio de seducción hacia los servidores de la ley; y que fue además el juez Isaac Parker su feroz perseguidor. Se le dio el mote de Bandit Queen (Reina bandida) y se le presentó como una versión  femenina de Robin Hood. Se aseveró además que había trabajado en un show del oeste simulando atracar una diligencia. Se le concede también haber dicho: «Soy amiga de todo valeroso y decidido delincuente». 
Películas relacionadas con Belle Starr:
- Belle Starr (1941), dirigida por Irving Cummings.

Cómics en los que aparece:
- Belle Starr (episodio de Lucky Luke), escrito por Rene Goscinny y dibujado por Morris.